# Hyundai Elantra

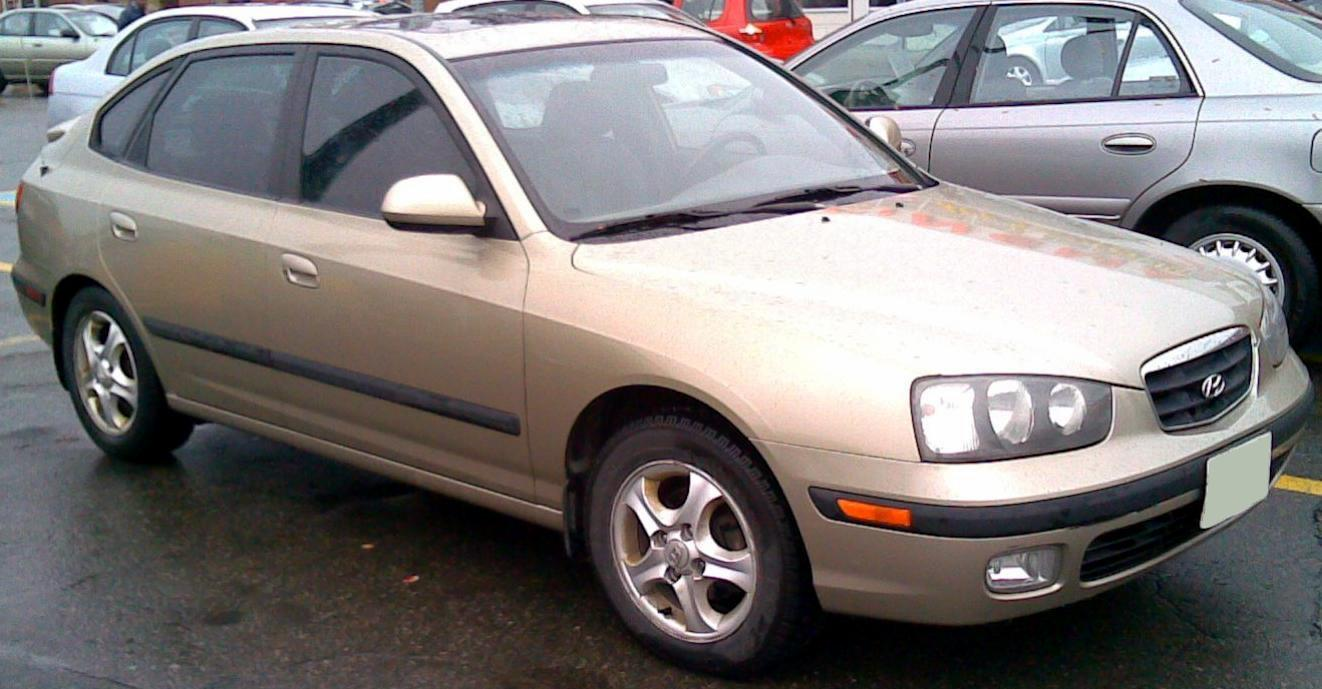
Hyundai Elantra.

Hyundai Elantra är en kompakt kombikupé. På vissa marknader har den saluförts som Hyundai Lantra. Modellen lanserades första gången år 1990 och en ny modellgeneration kom 1995. Den tredje generationen kom 2000. På den europeiska marknaden ersattes Elantra 2007 av i30, medan en ny generation Elantra samma år introducerades på vissa marknader, bland annat i Nordamerika, där dock Hyundai i30 kombi säljs under namnet Hyundai Elantra Touring.

## Generationer

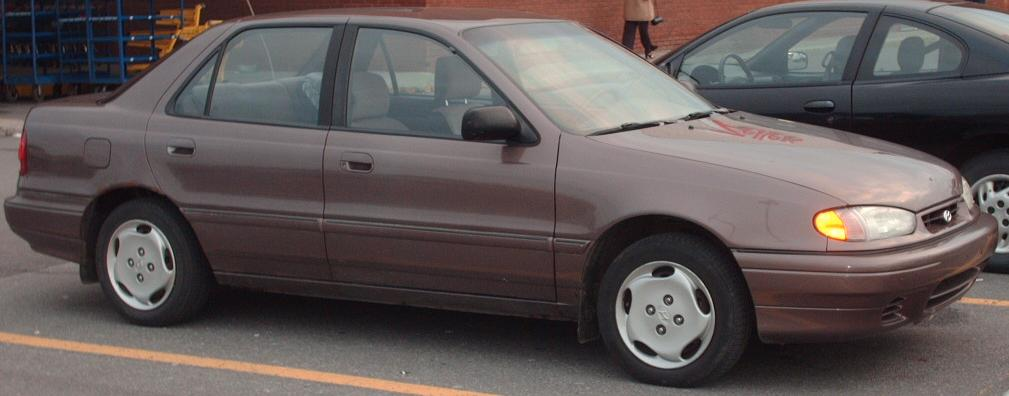
J1 (1990-1995)
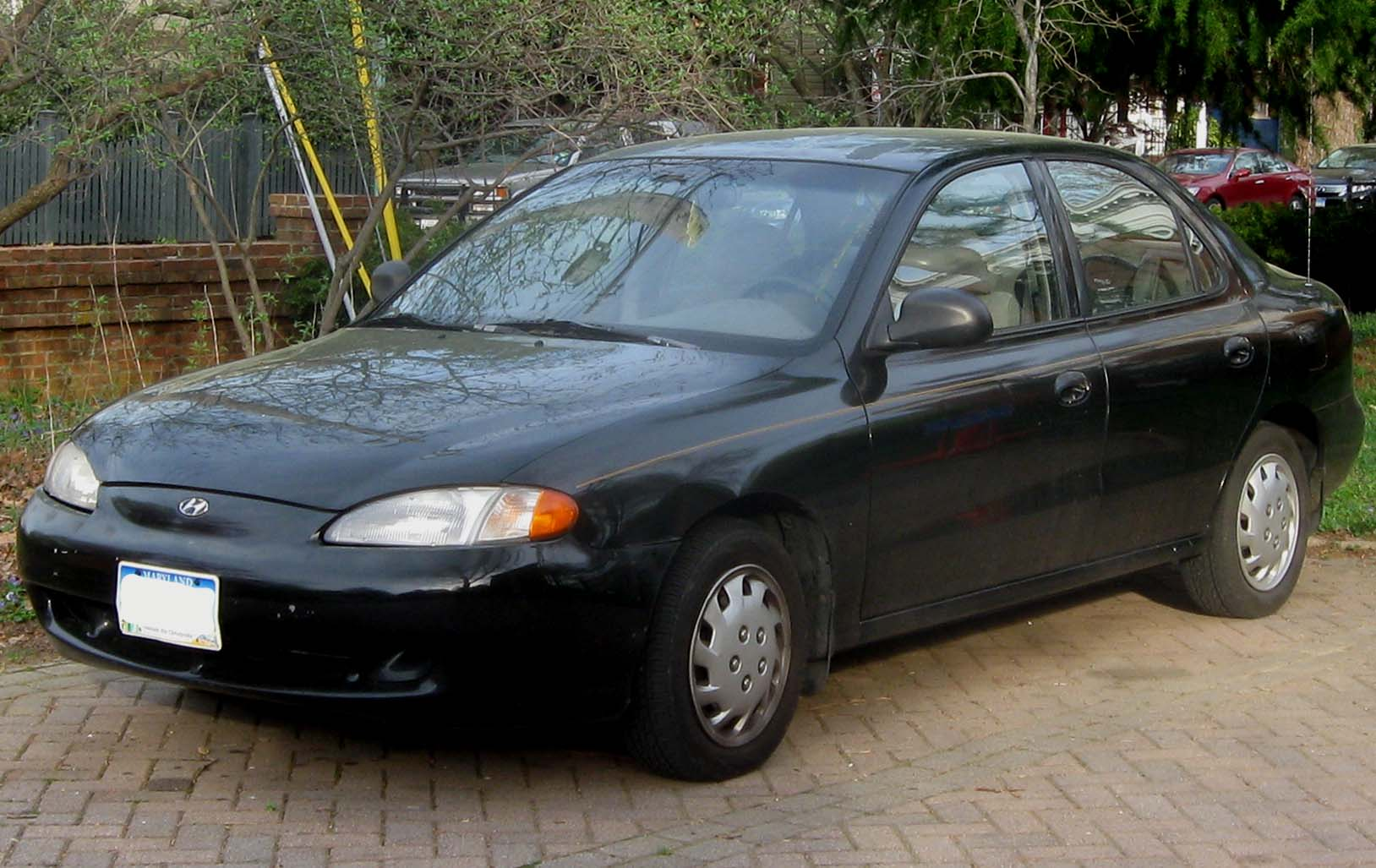
J2 (1995-1998)
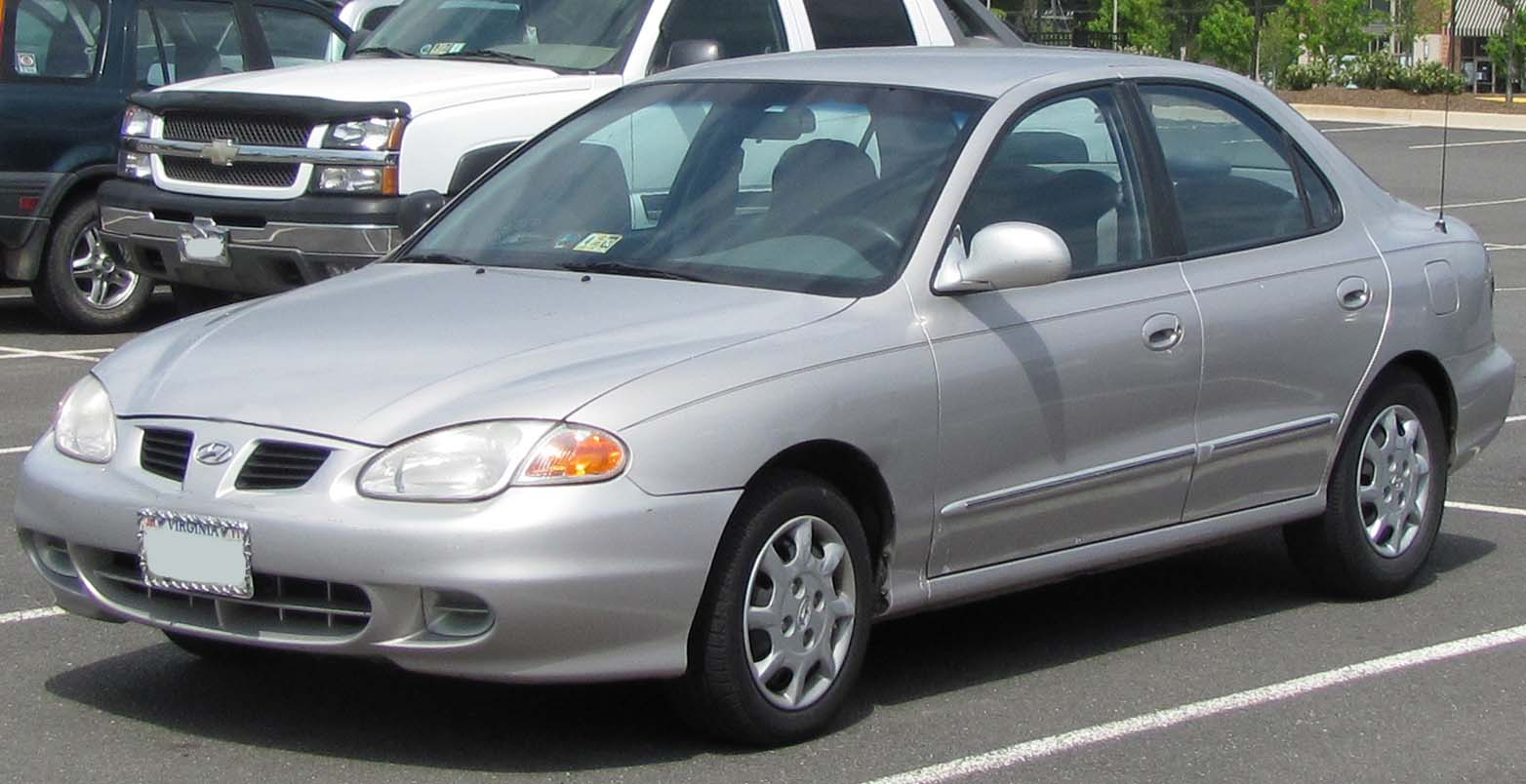
J3 (1998-2000)
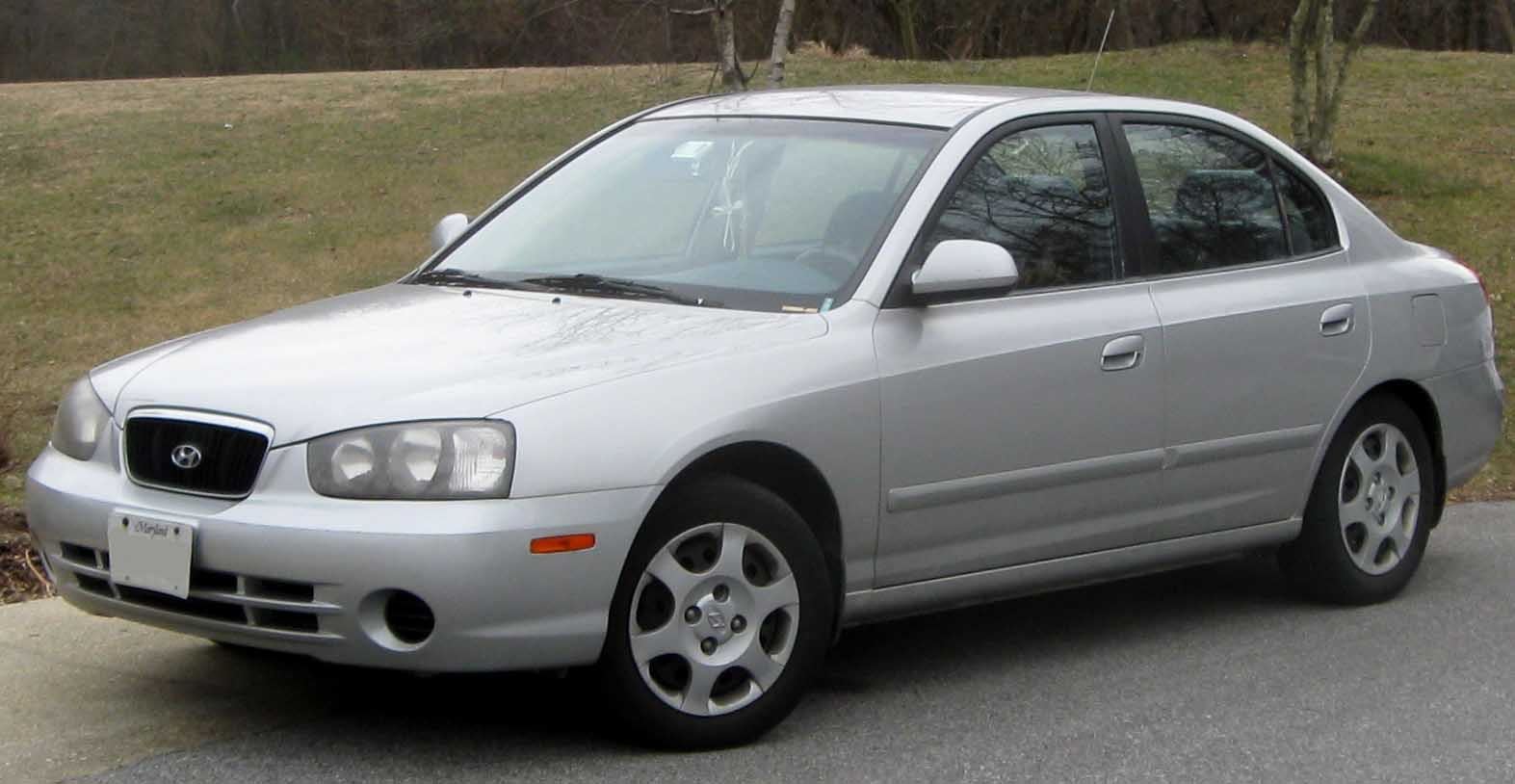
XD (2000-2006)
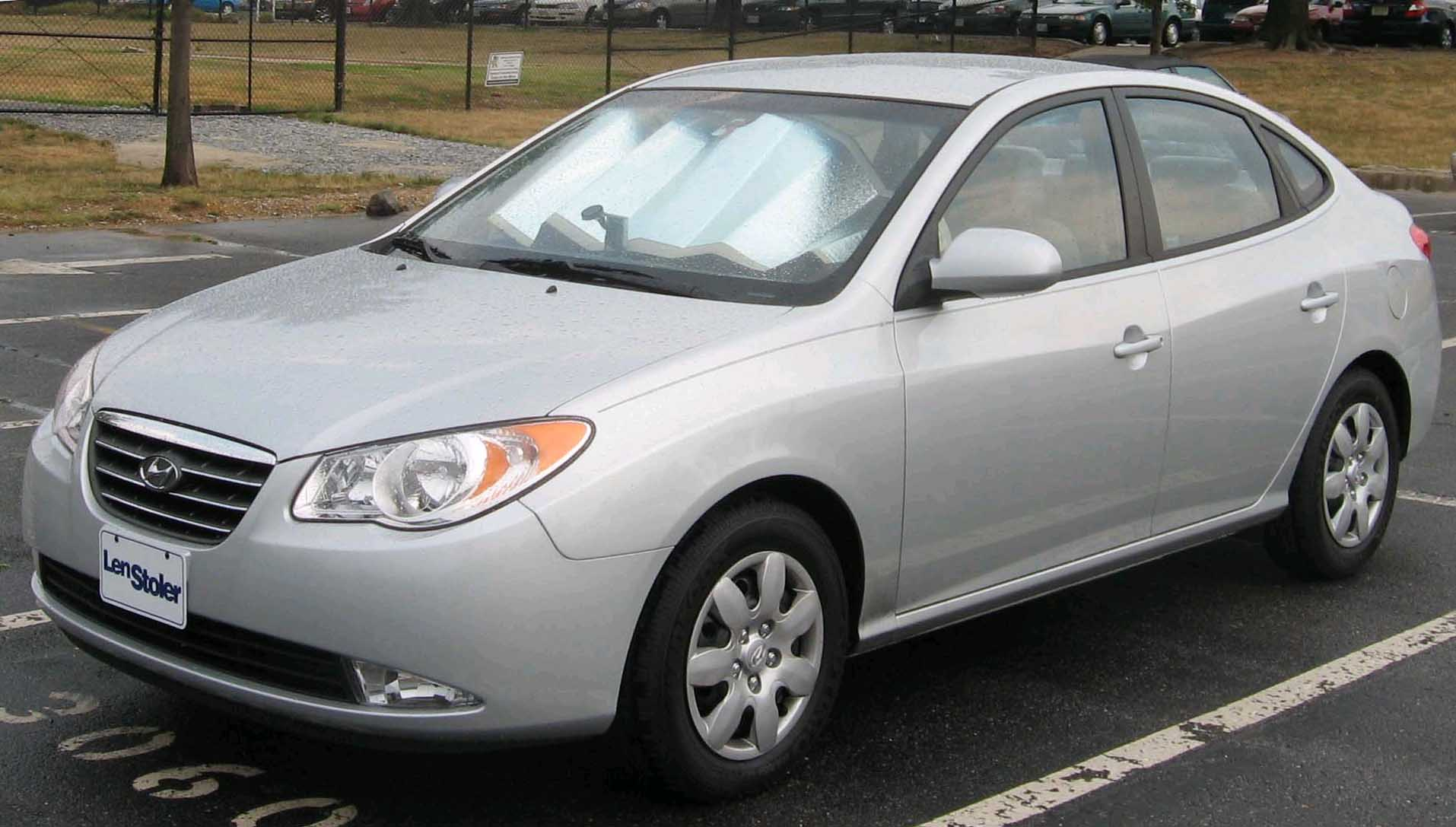
HD (2007-2011)